# Associazione Sportiva Orizzonte Catania
Associazione Sportiva Orizzonte Catania je talijanski ženski vaterpolski klub iz Catanije.

## Klupski uspjesi
- Kup europskih prvakinja: (8)
  - prvak: 1993/94., 1997/98., 2000/01., 2001/02., 2003/04., 2004/05., 2005/06., 2007/08.
  - doprvak: 1993., 1995., 2009., 2011.
- LENA kup: (1)
  - prvak: 2019.
- Europski superkup: (2)
  - prvak: 2008., 2019.
- Prvenstvo Italije: (21)
  - prvak: 1991/92., 1992/93., 1993/94., 1994/95., 1995/96., 1996/97., 1997/98., 1998/99., 1999/00., 2000/01., 2001/02., 2002/03., 2003/04., 2004/05., 2005/06., 2007/08., 2008/09., 2009/10., 2010/11., 2018/19., 2020/21.
  - doprvakinje: 1985/86., 1986/87., 1987/88., 1988/89., 1989/90., 1990/91...
- Talijanski kup: (4)
  - prvak: 2012., 2013., 2018., 2021.